# Hypericum pubescens
Hypericum pubescens är en johannesörtsväxtart som beskrevs av Pierre Edmond Boissier. Hypericum pubescens ingår i släktet johannesörter, och familjen johannesörtsväxter. Inga underarter finns listade i Catalogue of Life.